# (13801) Kohlhase
(13801) Kohlhase est un astéroïde de la ceinture principale.

## Description
(13801) Kohlhase est un astéroïde de la ceinture principale. Il fut découvert le 11 novembre 1998 à la station Anderson Mesa par le programme LONEOS. Il présente une orbite caractérisée par un demi-grand axe de 2,75 UA, une excentricité de 0,07 et une inclinaison de 10,2° par rapport à l'écliptique.

## Compléments